# Polyscias neraudiana
Polyscias neraudiana är en araliaväxtart som först beskrevs av Drake, och fick sitt nu gällande namn av Hermann Harms och René Viguier. Polyscias neraudiana ingår i släktet Polyscias och familjen Araliaceae. Inga underarter finns listade.